# GCW National Championship
Il GCW National Championship è un titolo di wrestling della Great Canadian Wrestling. 

## Albo d'oro
| Wrestler:     | Times: | Date:             | Location: | Notes: |
| ------------- | ------ | ----------------- | --------- | --- |
| Michael Elgin | 1      | 13 aprile 2006    | Oshawa    | Vincendo un ladder match. |
| Tyson Kidd    | 1      | 25 maggio 2006    | Oshawa    | Sconfiggendo Michael Elgin e Shark Boy in un triple treath. |
| Michael Elgin | 2      | 27 maggio 2006    | Oshawa    | |
| Johnny Devine | 1      | 15 settembre 2006 | Oshawa    | In uno Steel Cage match |
| Jake O'Reilly | 1      | 13 luglio 2007    | Oshawa    | In un Dog Collar Match. Jake O'Reilly in seguito si infortunò gravemente ma si rifiutò di rendere il titolo vacante. Nel febbraio 2008 O'Reilly tornò sempre come campione. |
| Otis Idol     | 1      | 9 ottobre 2008    | Oshawa    | In un No-Holds-Barred Bunkhouse Brawl match |
| Jake O'Reilly | 2      | 19 aprile 2009    | Oshawa    | |